# Sidney Lumet
Sidney Lumet (Filadèlfia, Pennsilvània, 25 de juny de 1924 - Manhattan, Nova York, Estat de Nova York, 9 d'abril de 2011) fou un director de cinema estatunidenc. Format en la direcció teatral, va pertànyer a l'anomenada "generació de la televisió".
Format al teatre i a la televisió, Sidney Lumet debuta en la carrera cinematogràfica el 1957. Cineasta prolífic, amb una obra molt heteròclita, desenvolupa un estil característic al si de dos gèneres concrets: el cinema policíac i la pel·lícula de judicis, dos estaments en els quals se sostenen les democràcies i que esdevenen un focus de corrupció latent.

## Biografia

### Primers anys

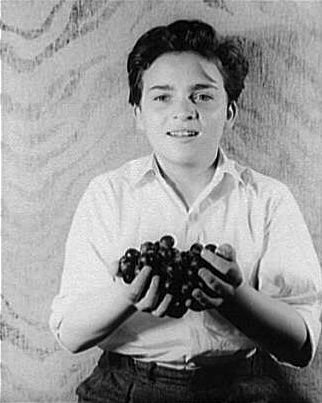
Lumet quan era nen, fotografiat per Carl Van Vechten

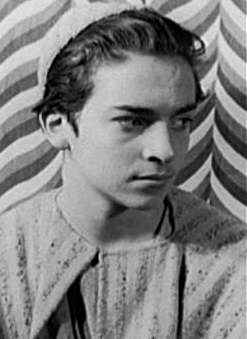
Lumet a l'obra de teatre de 1940 Viatge a Jerusalem

Lumet va néixer a Filadèlfia i va créixer al barri del Lower East Side de Manhattan. Va estudiar interpretació teatral a la Professional Children's School de Nova York i a la Universitat de Colúmbia.
Els pares de Lumet, Baruch i Eugenia (nascuda Wermus) Lumet, eren veterans del Teatre ídix, i eren emigrants jueus polonesos als Estats Units. El seu pare, actor, director, productor i escriptor, va néixer a Varsòvia. La mare de Lumet, que era ballarina, va morir quan ell era petit. Tenia una germana gran. Va fer el seu debut professional a la ràdio als quatre anys i va debutar a l'escenari al Teatre d'Art Ídix als cinc anys. De petit també va aparèixer en moltes produccions de Broadway, incloent Dead End de 1935 i The Eternal Road de Kurt Weill.
El 1935, als 11 anys, va aparèixer en un curtmetratge de Henry Lynn Papirossen (que significa "cigarrets" en ídix), coproduït per l'estrella de ràdio Herman Yablokoff. La pel·lícula es va projectar en una obra de teatre amb el mateix títol, basada en l'èxit de la cançó "Papirosn". L'obra i el curtmetratge van aparèixer al Bronx McKinley Square Theatre. El 1939, va fer la seva única aparició al llargmetratge, als 15 anys, a Un terç d'una nació.
La Segona Guerra Mundial va interrompre la seva primera carrera com a actor i va passar quatre anys a l'exèrcit dels EUA. Després de tornar del servei com a reparador de radars a l'Índia i Birmània (1942–1946), es va involucrar en l'Actors Studio, i després va formar el seu propi taller de teatre. Va organitzar un grup Off-Broadway i es va convertir en el seu director, i va continuar dirigint al teatre d'estiu, mentre ensenyava interpretació a la High School of Performing Arts. Va ser l'entrenador sènior de teatre al nou edifici 46th St. de "Performing Arts". Lumet, de 25 anys, va dirigir el departament de drama en una producció de The Young and Fair.

### Carrera inicial
Lumet va començar la seva carrera com a director amb produccions Off-Broadway i després es va convertir en un director de televisió molt respectat. Després de treballar fora de Broadway i a l'estiu, va començar a dirigir televisió el 1950, després de treballar com a assistent de l'amic i llavors director Yul Brynner. Aviat va desenvolupar un mètode "rapidíssim" per disparar a causa de l'alta rotació requerida per la televisió. Com a resultat, mentre treballava per a la CBS va dirigir centenars d'episodis de Danger (1950–55), Mama (1949–57) i You Are There (1953–57), una sèrie setmanal que presentava Walter Cronkite en una de les seves primeres aparicions televisives. Lumet va triar Cronkite per al paper de presentador "perquè la premissa de l'espectacle era tan ximple, era tan escandalosa, que necessitàvem algú amb la facilitat més americana, casolana i càlida sobre ell", va dir Lumet.
També va dirigir obres de teatre originals per a Playhouse 90, Kraft Television Theatre i Studio One, dirigint uns 200 episodis, que el van establir com "un dels directors més prolífics i respectats del negoci", segons Turner Classic Movies. La seva capacitat per treballar ràpidament durant el rodatge es va traslladar a la seva carrera cinematogràfica. Com que la qualitat de molts dels drames de televisió era tan impressionant, diversos d'ells es van adaptar posteriorment com a pel·lícules.

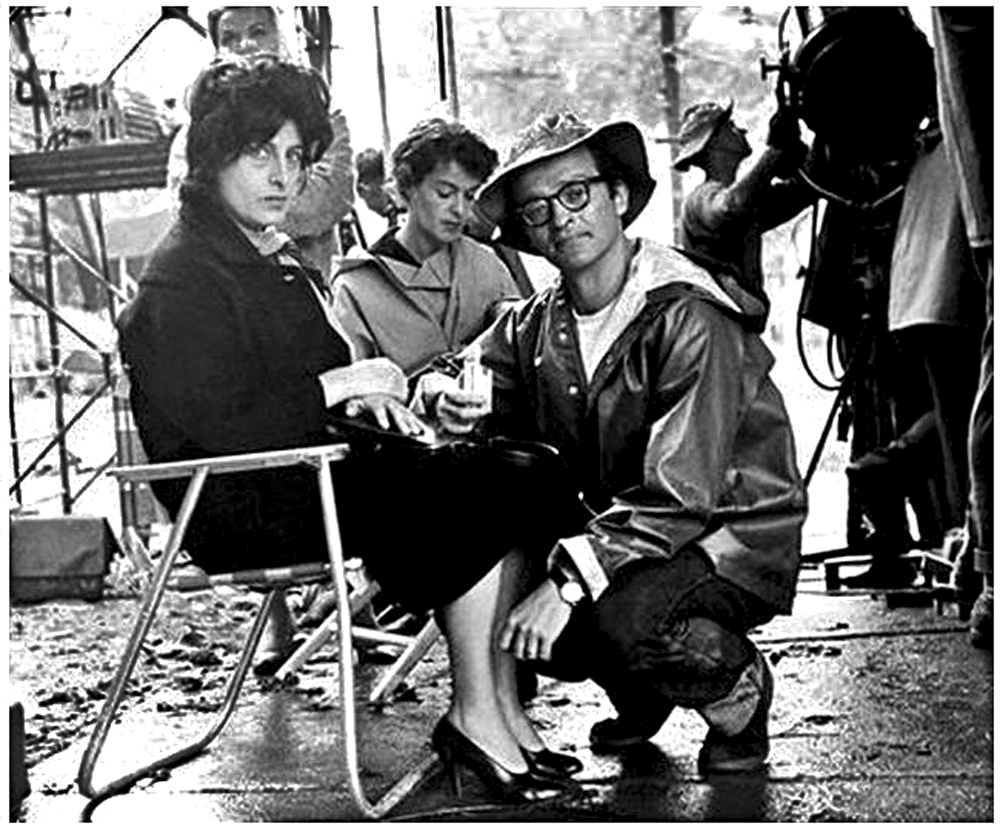
Dirigint Anna Magnani a The Fugitive Kind (1960)

Henry Fonda li dona la seva gran oportunitat en el cinema confiant-li la realització de dues pel·lícules protagonitzades per ell: Dotze homes sense pietat (1957), versió cinematogràfica d'un drama per a la televisió amb una realització summament teatral, (1957), que va ser un començament favorable per a Lumet. Va ser un èxit de crítica i el va establir com un director hàbil per adaptar propietats d'altres mitjans a les pel·lícules. La meitat del conjunt de pel·lícules de Lumet es va originar al teatre. Seguida de Stage Struck (1958), en la qual l'escenari es converteix en el protagonista. L'òpera primera de Sidney Lumet es va revelar com un títol ja mític fonamentalment per una suprema direcció d'actors i en l'honestedat dels seus plantejaments, dos dels trets més característics d'aquest cineasta. Algunes de les seves pel·lícules posteriors seran adaptacions d'obres de teatre de Tennessee Williams, Anton Txékhov o Arthur Miller, entre els autors més coneguts, o bé estaran impregnades d'alguna manera d'inspiració teatral com Tarda negra (1975). Les seves característiques serien la unitat de lloc i d'acció, abundància de diàlegs, posada en escena basada en la interpretació dels actors, utilització recurrent del pla seqüència.
El 1959 ja dirigeix a les estrelles més grans en superproduccions com That Kind of Woman (1959) amb Sophia Loren i The Fugitive Kind (1960) amb la insòlita parella Marlon Brando i Anna Magnani. Lumet és encara un cineasta molt jove, però la seva capacitat per treballar ràpida i eficaçment adquirida a la televisió, constitueix una marca de fàbrica especialment valorada en el sistema de Hollywood, desitjós de rendibilitat.
Un controvertit programa de televisió que va dirigir el 1960 li va guanyar notorietat: The Sacco-Vanzetti Story a la NBC. Segons The New York Times, el drama va sorgir de l'estat de Massachusetts (on Sacco i Vanzetti van ser jutjats i executats) perquè es pensava que postulava que els assassins condemnats eren, de fet, totalment innocents. No obstant això, la controvèrsia resultant va fer més bé a Lumet que no pas mal, enviant-li diversos encàrrecs de cinema de prestigi.
Va començar a adaptar obres clàssiques tant per al cinema com per a la televisió, dirigint Marlon Brando, Joanne Woodward i Anna Magnani al llargmetratge The Fugitive Kind (1959), basat en l'obra de Tennessee Williams Orpheus Descending. Més tard va dirigir una versió televisiva en directe de The Iceman Cometh d'Eugene O'Neill, a la qual va seguir la seva pel·lícula, A View from the Bridge (1962), un altre drama psicològic de l'obra escrita per Arthur Miller. Va seguir una altra obra d'Eugene O'Neill dedicada al cinema, Long Day's Journey Into Night (també 1962), amb Katharine Hepburn guanyant una nominació a l'Oscar per la seva interpretació de mestressa de casa drogodependent; els quatre actors principals van arrasar els premis d'actuació al Festival de Canes de 1962. També va ser votada com una de les "Deu millors pel·lícules" de l'any pel New York Times.
Al llarg de la dècada següent, al costat de coproduccions europees típiques d'aquella època, com Trucada per a un mort (1967), una pel·lícula clàssica d'espies clàssica, firma una sèrie de pel·lícules amb temes més ambiciosos, en les quals fa gala d'un tractament formal sovint original, com Long Day's Journey Into Night (1962), amb Katharine Hepburn com a mare de família; Punt límit (1964), una pel·lícula futurista que condemna en plena guerra freda la carrera armamentista, novament amb Henry Fonda; The Pawnbroker (1964), on el trauma patit per un supervivent dels camps de la mort (Rod Steiger) és expressat mitjançant un muntatge inventiu; The Hill (1965), la primera de les seves cinc col·laboracions amb Sean Connery Gran robatori a Manhattan (1971).
A partir de la dècada de 1970 la seva filmografia és cada vegada més eclèctica. Lumet passa d'un gènere a un altre: del clàssic amb grans estrelles com Assassinat a l'Orient Express (1974), adaptació d'una obra d'Agatha Christie, a Network (1976), un al·legat contra els mitjans de la televisió; de l'intimista i psicoanalític Equus (1977), al remake «urbà» d'El magic d'Oz, El mag, amb Diana Ross i Michael Jackson (1978).
Al si d'una obra rica i variada, Sidney Lumet ha aconseguit igualment desenvolupar un estil característic entorn de temàtiques recurrents. Igual com Scorsese, passeja la seva càmera pels carrers i els baixos fons de Nova York, el decorat de la majoria de les seves pel·lícules. Filma la seva ciutat fetitxe amb tota la seva majestuositat, però també en el seu costat més brut (magatzems abandonats, comissaries insalubres). Desprèn un cert naturalisme, completat per segons rols pintorescos, en pel·lícules que solen tenir com a marc els ambients cínics i corruptes de la policia, com per exemple Serpico (1973), El príncep de la ciutat (1981), Q&A (1990), La nit cau sobre Manhattan (1996), o de la justícia Veredicte final (1982), Poder (1986) i L'advocat del diable (1993).
El 2005 va rebre l'Oscar honorífic per la seva trajectòria. Les seves darreres pel·lícules foren Declareu-me culpable (2006), que es basa en la història real, i Before the Devil Knows You're Dead (2007), la trama de la qual gira entorn de dos germans que organitzen el robatori de la joieria dels seus propis pares, però el pla no resulta tan perfecte com estava previst. Aquestes dues últimes obres d'un Sidney Lumet octogenari, i en especial la darrera, van recuperar el prestigi crític del director.

## Filmografia
Les seves pel·lícules més destacades són:
| Any  | Títol pel·lícula                                      | Nominacions Oscars | Guanyades | Protagonistes                                                        | Escenes           |
| ---- | ----------------------------------------------------- | ------------------ | --------- | -------------------------------------------------------------------- | ----------------- |
| 1957 | Dotze homes sense pietat                              | 3                  |           | Henry Fonda, Lee J. Cobb                                             | Trailer           |
| 1958 | Stage Struck                                          |                    |           | Henry Fonda, Susan Strasberg                                         |                   |
| 1959 | That Kind of Woman                                    |                    |           | Sophia Loren, Tab Hunter                                             |                   |
| 1959 | The Fugitive Kind                                     |                    |           | Marlon Brando, Joanne Woodward, Anna Magnani                         | Escena            |
| 1961 | A View from the Bridge                                |                    |           | Raf Vallone, Jean Sorel                                              |                   |
| 1962 | Long Day's Journey Into Night                         | 1                  |           | Katharine Hepburn, Ralph Richardson, Jason Robards                   | Escena            |
| 1964 | The Pawnbroker                                        | 1                  |           | Rod Steiger, Geraldine Fitzgerald                                    |                   |
| 1964 | Punt límit                                            |                    |           | Henry Fonda, Dan O'Herlihy, Walter Matthau                           | Escena            |
| 1965 | The Hill                                              |                    |           | Sean Connery, Harry Andrews                                          | Trailer           |
| 1966 | Un grup de dones                                      |                    |           | Candice Bergen, Joan Hackett                                         |                   |
| 1967 | Trucada per a un mort                                 |                    |           | James Mason, Harry Andrews                                           | Escena            |
| 1968 | Bye Bye Braverman                                     |                    |           | George Segal, Jack Warden                                            |                   |
| 1968 | The Sea Gull                                          |                    |           | Vanessa Redgrave, Simone Signoret                                    |                   |
| 1969 | The Appointment                                       |                    |           | Omar Sharif, Anouk Aimée                                             |                   |
| 1970 | King: A Filmed Record... Montgomery to Memphis        | 1                  |           | Narració: Paul Newman, Joanne Woodward                               |                   |
| 1970 | Last of the Mobile Hot Shots                          |                    |           | Lynn Redgrave, James Coburn                                          |                   |
| 1971 | Gran robatori a Manhattan                             |                    |           | Sean Connery, Dyan Cannon, Martin Balsam                             |                   |
| 1972 | Child's Play                                          |                    |           | James Mason, Robert Preston                                          |                   |
| 1972 | El delicte (The Offence)                              |                    |           | Sean Connery, Trevor Howard                                          |                   |
| 1973 | Serpico                                               | 2                  |           | Al Pacino                                                            | Trailer           |
| 1974 | Lovin' Molly                                          |                    |           | Anthony Perkins, Beau Bridges                                        |                   |
| 1974 | Assassinat a l'Orient Express                         | 6                  | 1         | Albert Finney, Lauren Bacall, Sean Connery, Ingrid Bergman           | Escena            |
| 1975 | Tarda negra (Dog Day Afternoon)                       | 6                  | 1         | Al Pacino, John Cazale                                               | Trailer           |
| 1976 | Network                                               | 10                 | 4         | Faye Dunaway, William Holden, Peter Finch, Robert Duvall, Ned Beatty | Escena 1 Escena 2 |
| 1977 | Equus                                                 | 3                  |           | Richard Burton                                                       |                   |
| 1978 | El mag                                                | 4                  |           | Diana Ross, Michael Jackson                                          |                   |
| 1980 | Just Tell Me What You Want                            |                    |           | Alan King, Ali MacGraw                                               |                   |
| 1981 | El príncep de la ciutat (Prince of the City)          | 1                  |           | Treat Williams, Jerry Orbach                                         | Trailer           |
| 1982 | Veredicte final (The Verdict)                         | 5                  |           | Paul Newman, Jack Warden                                             | Escena            |
| 1982 | Deathtrap                                             |                    | .         | Michael Caine, Christopher Reeve, Dyan Cannon                        |                   |
| 1983 | Daniel                                                |                    |           | Timothy Hutton, Mandy Patinkin                                       | Escena            |
| 1984 | Greta Garbo al cor (Garbo Talks)                      |                    |           | Anne Bancroft, Ron Silver                                            | Escena            |
| 1986 | Poder (Power)                                         |                    |           | Richard Gere, Julie Christie, Gene Hackman                           |                   |
| 1986 | L'endemà al matí (The Morning After)                  | 1                  |           | Jane Fonda, Jeff Bridges                                             |                   |
| 1988 | Running on Empty                                      | 2                  | .         | River Phoenix, Judd Hirsch                                           | trailer           |
| 1989 | Negocis de família (Family Business)                  |                    |           | Sean Connery, Dustin Hoffman                                         |                   |
| 1990 | Q&A                                                   |                    |           | Timothy Hutton, Nick Nolte, Armand Assante                           | Escena            |
| 1992 | Una estranya entre nosaltres (A Stranger Among Us)    |                    |           | Melanie Griffith, John Pankow                                        |                   |
| 1993 | L'advocat del diable (Guilty as Sin)                  |                    |           | Don Johnson, Rebecca De Mornay                                       |                   |
| 1997 | La nit cau sobre Manhattan (Night Falls on Manhattan) |                    |           | Andy Garcia, Ian Holm, Lena Olin, Richard Dreyfuss                   | Trailer           |
| 1997 | En estat crític (Critical Care)                       |                    |           | James Spader, Kyra Sedgwick                                          |                   |
| 1999 | Gloria                                                |                    |           | Sharon Stone, George C. Scott                                        |                   |
| 2004 | Strip Search                                          |                    |           | Glenn Close, Maggie Gyllenhaal                                       |                   |
| 2006 | Declareu-me culpable (Find Me Guilty)                 |                    |           | Vin Diesel, Alex Rocco                                               |                   |
| 2007 | Before the Devil Knows You're Dead                    |                    |           | Philip Seymour Hoffman, Ethan Hawke, Albert Finney                   | Trailer           |
| 2009 | Getting Out                                           |                    |           |                                                                      |                   |